# Black Ark

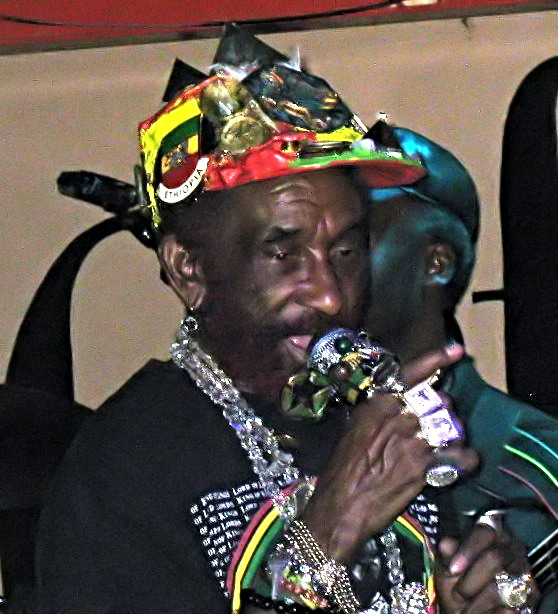
Lee "Scratch" Perry

Il Black Ark Studio è stato uno studio di registrazione di musica reggae fondato e gestito, e poi distrutto, dal produttore e musicista giamaicano Lee "Scratch" Perry. Era situato nella sua casa di famiglia, al 5 di Cardiff Crescent, nei Washington Gardens a Kingston, la capitale giamaicana.

## Lo studio di registrazione
Lo studio venne realizzato intorno al 1973 e divenne pienamente operativo solo nel 1974; anche se inizialmente era attrezzato in modo rudimentale, è stato uno degli studi di registrazione più importanti del paese nella seconda metà degli anni settanta e uno dei luoghi dove sono nati e si sono sviluppati alcuni dei sottogeneri della musica reggae, in particolare il genere dub.

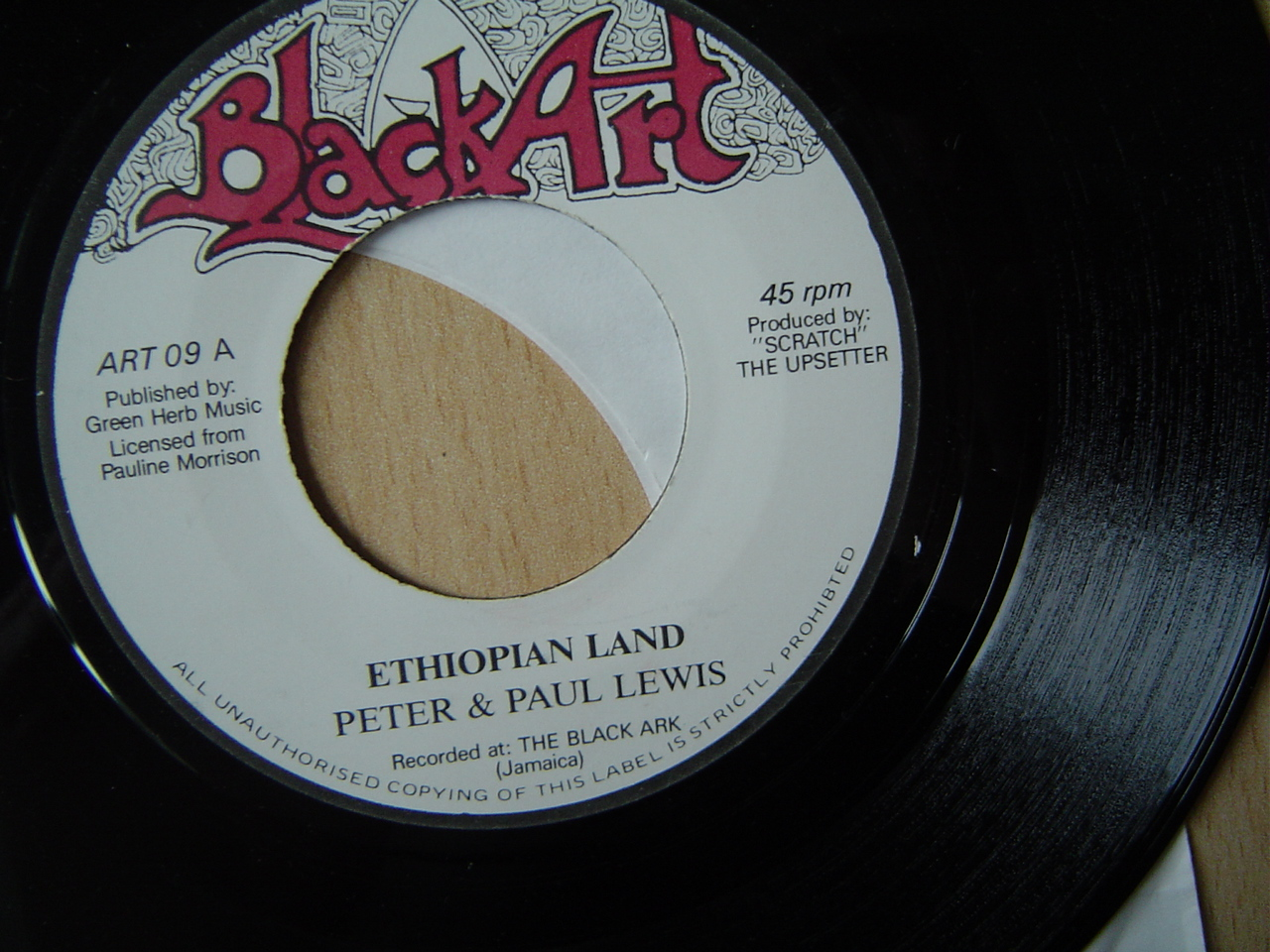
Ethiopian Land di Peter e Paul Lewis, sette pollici registrato al Black Ark e prodotto da Lee Perry su etichetta Black Art.

## Tecniche musicali innovative
Un esempio dello stile innovativo e ricco di inventiva di Lee Perry fu la sua abilità nel sovrapporre diversi livelli di effetti sonori, usando un 4 tracce, la sua abilità e precisione nei tempi fu tale da distruggere la concorrenza in tutta la Giamaica, nonostante gli altri studi utilizzassero macchine 16 tracce, ben più evolute. Perry seppellì un microfono sotto una palma vicina allo studio, per ottenere un suono speciale utilizzando il tronco come strumento a percussione.
Per molto tempo lo studio fu circondato da filo spinato, per mantenere il segreto sul suono unico della Black Ark; molte delle canzoni da lui prodotte furono create a partire da una vasta varietà di effetti sonori, dal rumore di vetri rotti, al pianto di bambini, al muggito di una mucca. Questi e molti altri effetti contribuirono a creare il suono della Black Ark, unico e riconoscibile.

## I musicisti e la Black Ark
Oltre a produrre suoni per stelle del reggae come Bob Marley & The Wailers, Junior Byles e Max Romeo, Lee Perry e il suo studio furono fondamentali per l'affermazione del nuovo sottogenere del reggae, il dub, in cui il produttore, che utilizza il mixer come un vero e proprio strumento musicale, diventa il punto focale del riddim.

## La fine
Nel 1979, dopo anni di comportamento strano e irregolare, Lee Perry, armato di pennarello, ricoprì ogni superficie dello studio di scritte, prima di dargli fuoco lasciando che l'edificio bruciasse completamente. Questo evento, oltre a causare la fine dello studio e del suo stile unico, sancì la fine di un'epoca, in cui la Giamaica e il suo suono, realizzato proprio da Perry nel Black Ark, attirarono l'attenzione mondiale.
Alcuni membri della famiglia di Perry dichiararono che lo studio era andato a fuoco a causa di un incidente elettrico, mentre lo stesso Lee Perry dichiarò di averla bruciata a causa degli "Spiriti immondi" che la popolavano, probabilmente un'allusione alle persone da lui non gradite che ruotavano attorno allo studio.

## Dischi registrati alBlack Ark
Nel periodo in cui è stato operativo, al Black Ark studio sono stati registrati e mixati molti dischi; eccone una lista (non esaustiva):

### Album[3]
- 1972-1975 - Vin Gordon & The Upsetters - Musical Bones
- 1973 - The Upsetters - Blackboard Jungle Dub
- 1974 - Jah Lloyd - Soldier Round the Corner
- 1975 - King Tubby & The Upsetters - King Tubby Meets The Upsetter at the Grass Roots of Dub
- 1975 - Max Romeo - Revelation Time
- 1975 - Morwell Unlimited & King Tubby - Dub Me
- 1975 - The Upsetters - Kung Fu Meets the Dragon
- 1976 - Bob Marley & The Wailers - Rebel Revolution
- 1976 - Climarons - On the Rock
- 1976 - George Faith - Super Eight
- 1976 - Jah Lloyd - Colombia Colly
- 1976 - Lion Zion - Reggae in America
- 1976 - Max Romeo - War Ina Babylon
- 1976 - Pablo Moses - Revolutionary Dream
- 1976 - Prince Jazzbo - Natty Passing Thru
- 1976 - The Upsetters - Super Ape
- 1976-1979 - Prince Alla & Junior Ross - I Can Hear the Children Singing
- 1977 - Augustus Pablo - East of the River Nile
- 1977 - Congos - Heart of the Congos
- 1977 - Gregory Isaacs - Extra Classic
- 1977 - The Heptones - Party Time
- 1977 - Seke Molenga, Kalo Kawongolo e Lee "Scratch" Perry - From the Heart of the Congo
- 1977 - The Upsetters - Return of the Super Ape
- 1978 - Full Experience - Aura Meets Lee Perry at Black Ark
- 1978 - Hugh Mundell - Africa Must Be Free By 1983
- 1978 - Hugh Mundell - Africa Must Be Free By 1983 + Dub
- 1978 - Jolly Brothers - Conscious Man
- 1978 - Lee Perry - Roast Fish, Collie Weed and Corn Bread
- 1978 - The Meditations - Guidance
- 1978 - The Meditations - Message from the Meditations
- 1979 - Hugh Mundell & Augustus Pablo - Africa Must Be Free By 1983 Dub
- 1979 - I Kong - The Way It Is
- 1979 - Jah Woosh - Marijuana World Tour
- 1979 - Prince Alla - Heaven is my Roof
- 1979 - Ras Michael & Sons Of Negus - Love Thy Neighbour
- 1979 - The Slickers - Breakthrough

### Raccolte
Si tratta di raccolte di brani registrati e prodotti al Black Ark da Lee Perry, usciti in origine solo su singoli in vinile e ripubblicati su LP e CD molti anni dopo la loro registrazione.
- 1982 - Lee "Scratch" Perry (Various Artists) - Heart of the Ark
- 1982 - Lee "Scratch" Perry (Various Artists) - Heart of the Ark Vol. 2
- 1989 - Lee "Scratch" Perry & Friends - Open the Gate
- 1990 - The Upsetters with Lee Perry & Friends - Build the Ark
- 1995 - Lee Perry (Various Artists) - Larks from the Ark
- 1996 - Lee Perry (Various Artists) - Voodooism
- 1997 - Lee "Scratch" Perry (Various Artists) - Arkology
- 1998 - Lee Perry (Various Artists) - Produced and Directed By The Upsetter
- 2000 - Lee Perry (Various Artists) - Enter the Ark
- 2001 - Lee Perry (Various Artists) - Divine Madness... Definitely
- 2003 - Lee "Scratch" Perry (Various Artists) - Cutting Razor
- 2004 - Lee Perry - Dub Triptych

## Filmografia
- Roots Reggae Rock, regia di Jeremy Marre (1977)